# جوزيف إف. إنرايت
جوزيف إف. إنرايت (بالإنجليزية: Joseph F. Enright)‏ هو رجل غواصة وضابط أمريكي، ولد في 18 سبتمبر 1910 في مينوت في الولايات المتحدة، وتوفي في 20 يوليو 2000 في فيرفاكس في الولايات المتحدة.